# Nigihayahi
Nigihayahi (ニギハヤヒ) ou Nigihayahi no Mikoto (ニギハヤヒノミコト) est un kami shinto associé au Soleil et estimé comme le fondateur mythologique du clan Mononobe. 

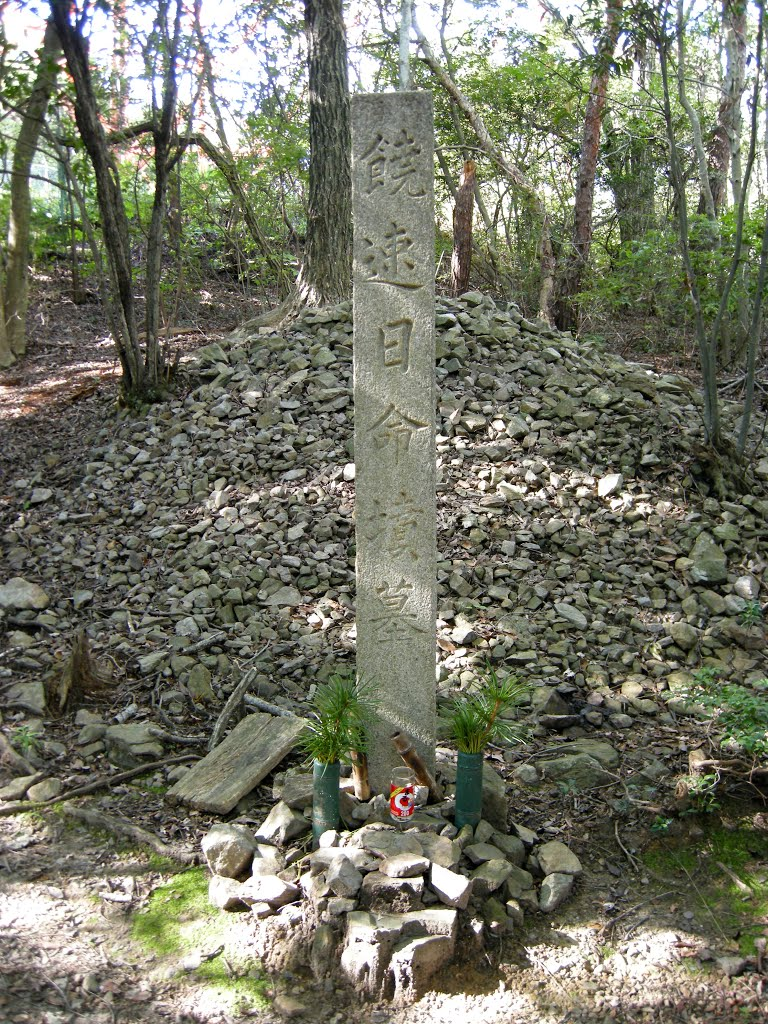

Les chroniques Nihongi et Kojiki rapportent qu’il descendit du ciel sur un vaisseau de pierre près Katano en Kawachi, était le père d’Umashimade no Mikoto et tua le renégat Nagasunehiko sous le règne de l’empereur Jinmu (fondateur mythique du Japon). Ce dernier confirma le lignage divin de Nigihayahi.
En raison de sa dimension héroïque et de son rôle dans le mythe de la fondation du Japon, plusieurs clans anciens se réclamaient de l’ascendance de Nigihayahi, dont le plus important fut le clan Mononobe. Kirkland estime qu’il s’agit précisément de la raison pour laquelle Nigihayahi ne fut pas perçu comme un des fondateurs de la lignée impériale : trop de clans vassaux s’en réclamaient déjà. Takakuwa et Como estiment eux que la figure de Nigihayahi dérive de légendes coréennes, importantes alors.

## Sources
- (en) Sugiyama Shigetsugu, « Nigihayahi », Encyclopedia of Shinto
- (en) Russell Kirkland, « The Sun and the Throne. The Origins of the Royal Descent Myth in Ancient Japan », Numen, vol. 44, no 2,‎ mai 1997, p. 109-152 (lire en ligne)
- (en) Michael Como, Weaving and binding : immigrant gods and female immortals in ancient Japan, Honolulu, University of Hawaii Press, 2009, 306 p. (ISBN 978-0-8248-2957-5, lire en ligne), p. 167-171
- (ja) Koichi Takakuwa, « 降臨伝承の比較研究: アメワカヒコ・ニギハヤヒと古代朝鮮の降臨神 », 学習院大学人文科学論集, no 13,‎ octobre 2004, p. 105-127 (ISSN 0919-0791, lire en ligne) (« Recherche comparative sur les traditions fondatrices : Amewakahiko/Nigihayahi et les dieux descendants de l'ancienne Corée  » dans le Journal des lettres de l'université Gakushūin)